# Вихрева, Зинаида Васильевна
Зинаи́да Васи́льевна Ви́хрева (1910, Тверская губерния — 25 января 1993, Волоколамск, Московская область) — доярка животноводческого совхоза «Холмогорка» Министерства мясной и молочной промышленности СССР, Волоколамский район Московской области. Герой Социалистического Труда (1951).

## Биография
Зинаида Вихрева родилась в 1910 году на территории современной Тверской области. По национальности русская.
После освобождения Волоколамского района от немецкой оккупации с октябрь по декабрь 1941 года, Зинаида Васильевна Вихрева участвовала в восстановлении разрушенного хозяйства «Холмогорки».
В послевоенные годы четвёртой пятилетки, длившейся с 1946 по 1950 год, в совхозе под руководством нового директора Александра Фёдоровича Парфёнова широко развернулось соревнование между доярками по надоям. Зинаида Васильевна соревновалась с её подругой Еводикей Тимофеевной Шпанниковой. «Драгоценный корм, переданный буквально по охапкам, по килограммам, они свозили на центральную усадьбу на лошадях. Когда вспоминаю ту зиму, даже жарким летом становится холодно», — вспоминал Михаил Матвеевич Горшков, директор совхоза «Холмогорка».
За свою работу в 1949 году обе соперницы были награждены орденом Ленина.
В следующем году Зинаида Васильевна Вихрева значительно опередила свою одновременно подругу и соперницу в соревновании по надоям, получив от 10 коров 6 849 кг молока при средней жирности молока в 235 кг на одну корову.
Указом Президиума Верховного Совета СССР от 3 ноября 1951 года Зинаиде Васильевне Вихревой было присвоено звание Героя Социалистического Труда с вручением ордена Ленина и золотой медали «Серп и Молот» за получение высокой продуктивности животноводства в 1950 году.

## Награды
- Герой Социалистического Труда — указом Президиума Верховного Совета СССР от 3 ноября 1951 года;
- Орден Ленина, медаль «Серп и Молот» (3 ноября 1951).